# ایندتو نپیر
ایندتو نپیر (به انگلیسی: Indattu_napir) از پادشاهان تمدن ایلام در دورۀ کهن  بوده‌است. وی یازدهمین پادشاه از دوازده پادشاه سیماش است.